# Abel von Minden (Adelsgeschlecht)

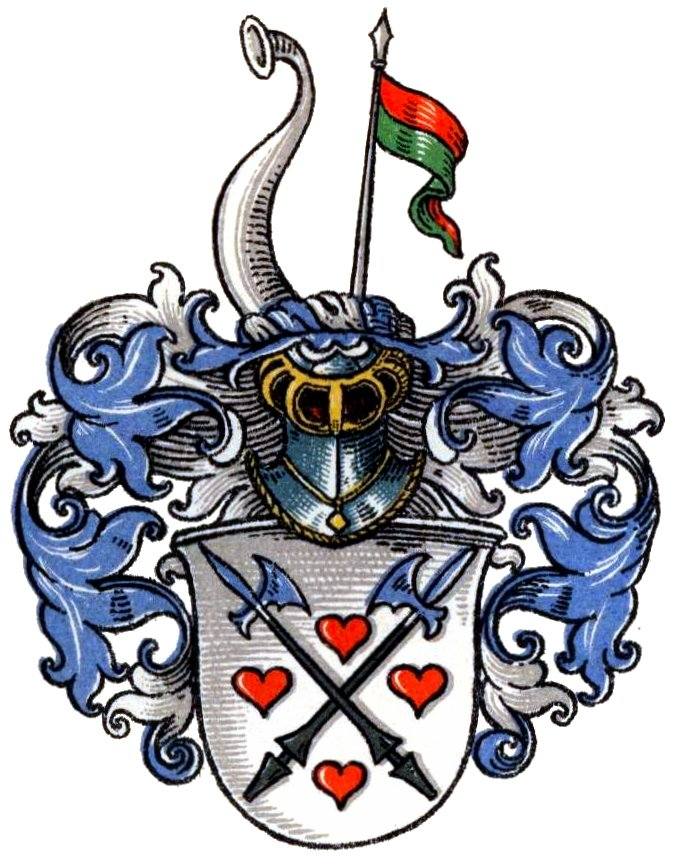
Stammwappen der Abel von Minden

Die Abel von Minden (auch Abell) waren ein ursprünglich aus Westfalen stammendes, später in den Ostseeprovinzen angesiedeltes Adelsgeschlecht.

## Geschichte
Die Familie stammt ursprünglich aus dem westfälischen Minden. Heinrich Abel († 1604) wanderte nach Schweden ein und war hoher Offizier zu Reval (heute Tallinn). Am 1. Mai 1574 erhielt dieser ein schwedisches Adelsdiplom und das finnische Gut Kjuloholm (finnisch Vanhakartano, heute Gemeinde Säkylä). Sein Sohn Johann Abell erhielt 1604 noch einmal den schwedischen Adelsstand ohne Introduktion bestätigt. Johann lebte noch 1606. Ein Hans Abel war 1668 Admiral der schwedischen Flotte. Die Familie ist erloschen.

## Wappen
In Silber zwei gekreuzte blaue Hellebarden mit schwarzen Stangen, in den Winkeln jeweils von einem roten Herzen begleitet. Auf dem blau-weiß bewulsteten Helm rechts ein silbernes Büffelhorn, links eine rot über grün geteilte, nach links wehende Fahne mit weißer Stange und Spitze.